# 1036
| [ Edytuj tabelę ]          |                                               |
| Książę Polski              | - 1034 Kazimierz I Odnowiciel 1058            |
| Król Angkoru               | - 1010 Surjawarman I 1048                     |
| Król Anglii                | - 1035 Harold I Zajęcza Stopa 1040            |
| Król Aragonii i Nawarry    | - 1035 Ramiro I 1063                          |
| Hrabia Barcelony           | - 1035 Rajmund Berengar I 1076                |
| Książę Bawarii             | - 1026 Henryk VI 1041                         |
| Książę Burgundii           | - 1032 Robert I 1076                          |
| Cesarz Bizancjum           | - 1034 Michał IV Paflagończyk 1041            |
| Cesarz Chin                | - 1022 Song Renzong 1063                      |
| Książę Czech               | - 1035 Brzetysław I 1055                      |
| Król Danii                 | - 1035 Hardekanut 1042                        |
| Władca Egiptu              | - 1021 Az-Zahir 1036 - 1036 Al-Mustansir 1094 |
| Król Francji               | - 1031 Henryk I 1060                          |
| Król Gruzji                | - 1027 Bagrat IV 1072                         |
| Hrabia Holandii            | - 993 Dirk III 1039                           |
| Cesarz Japonii             | - 1016 Go-Ichijō 1036 - 1036 Go-Suzaku 1045   |
| Kalif                      | - 1031 Al-Ka’im 1075                          |
| Król Kastylii              | - 1035 Ferdynand I Wielki 1065                |
| Wielki książę Kijowa       | - 1019 Jarosław Mądry 1054                    |
| Patriarcha Konstantynopola | - 1025 Aleksy I Studyta 1043                  |
| Władca Korei               | - 1034 Chŏngjong 1046                         |
| Król Leónu                 | - 1028 Bermudo III 1037                       |
| Król Norwegii              | - 1035 Magnus I Dobry 1047                    |
| Książę Obodrzyców          | - 1029 Racibor 1043                           |
| Hrabia Palatynatu          | - 1034 Otto I ze Szwabii 1045                 |
| Papież                     | - 1032 Benedykt IX 1045                       |
| Hrabia Portugalii          | - 1028 Mendo III 1050                         |
| Cesarz rzymski (niemiecki) | - 1027 Konrad II 1039                         |
| Książę Saksonii            | - 1011 Bernard II 1059                        |
| Król Szkocji               | - 1034 Duncan I 1040                          |
| Król Szwecji               | - 1022 Anund Jakub 1050                       |
| Doża Wenecji               | - 1032 Domenico Flabanico 1043                |
| Król Węgier                | - 1000 Stefan I Święty 1038                   |

Rok 1036 / MXXXVI
stulecia: X wiek ~
XI wiek ~
XII wiek

lata: 1026 «
1031 «
1032 «
1033 «
1034 «
1035 «
1036
» 1037
» 1038
» 1039
» 1040
» 1041
» 1046

## Wydarzenia na świecie
- Europa
  - decydujące zwycięstwo Jarosława Mądrego nad Pieczyngami

## Zmarli
- 15 lutego - Herbert I, hrabia  Maine (ur. ok. 985)